# Nariz de Vidro
Nariz de Vidro é um livro infantojuvenil de poemas do escritor brasileiro Mário Quintana, publicado no ano de 1984. Selecionados por Mery Weiss, os poemas são marcados pela delicadeza, pelo lirismo e pela nostalgia.

## Poemas
| - O Adolescente - O Circo o Menino a Vida - Indivisíveis - A Surpresa de Ser - Dança - Os Poemas - O Poema - Rãzinha Verde - Bilhete - Eu Nada Entendo - Minha Rua - Rechinam Meus Sapatos - Que Bom Ficar Assim - Poema de Circunstância - Canção da Aia para o Filho do Rei - Canção de muito longe - Canção de Garoa - Canção do Charco - É a Mesma a Ruazinha Sossegada - Um Dia Acordarás num Quarto Novo | - De Gramática e de Linguagem - O Dia Seguinte ao do Amor - Viagem Antiga - A Gente ainda não Sabia - Recordo ainda - O Dia Abriu seu Para-sol Bordado - Na outra Margem - A Noite Grande - O Peregrino Malcontente - Seiscentos e Sessenta e Seis - Tão simplesmente - O Mudo Passeio do Doutor Quejando - Se Eu Fosse um Padre - Passarinho Empalhado - Apontamentos para uma Elegia - Os Pés - Uma Simples Elegia - Tudo tão Vago - Canção de Primavera - Os Dois Gatos | - Tão Lenta e Serena e Bela - Canção de Baú - O Ovo - O Baú - Cadeira de Balanço - Cocktail party - O Cais - Poema da Gare de Astapovo - Depois do Fim - Um Voo de Andorinha - O Poeta e a Sereia - De repente - Evolução - Cuidado! - Canção de um Dia de Vento - A Canção da Vida - Inscrição para uma Lareira |